# 南華足球隊
南華足球隊（英語：South China Football Team），全名南華體育會足球隊（SCAA Football Team）是香港南華體育會屬下一支歷史悠久的足球隊，成立於1908年，是香港首支華人足球隊，現時於香港甲組聯賽作賽，為香港足球聯賽的傳統班霸，亦是香港足球史上最成功的足球會，曾奪得41次甲組（舊制）的冠軍。2017年6月5日，南華體育會宣佈退出港超聯，主動降班甲組，消息震驚香港球壇。

## 球隊歷史
南華足球隊的前身華人足球隊成立於1904年，由莫慶為首的一班華人學生創立。華人足球隊於1908年更名南華足球會，1916年遷往跑馬地樟園之會址，並正式加入香港足球總會，在1917–1918年球季首次參加香港乙組足球聯賽，翌年再派隊加入甲組聯賽參賽，令球隊分成甲、乙兩組和其他的洋人球隊比賽。南華足球隊是香港足球歷史上奪得最多香港頂級聯賽冠軍的球隊，共有 41 次，比第二多的傑志和第三多的精工多出4倍。南華同時亦有最多的 29 次高級銀牌賽、8 次總督盃、8 次足總盃和 2 次香港聯賽盃的冠軍。更曾經 2 次（87–88年及90–91年賽季）囊括甲組聯賽、高級銀牌、總督盃和足總盃四大錦標成為「四冠王」。其成績在香港中無人能及。而南華過去面對外隊都屢有佳作，其中擊敗聖保羅、南斯拉夫、熱刺以及借將對洛杉磯銀河勝出等都為人津津樂道。也正是這些原因，南華成為香港最受歡迎的足球隊。
南華足球隊的歷史主要可分成戰前、中期和近期三個主要部分。戰前時期由於是少數的華人足球隊加上出產「中國球王」李惠堂，一直受到球迷喜愛。而中期即戰後至1960年代，即使先後受到九巴、星島等球隊挑戰，但南華整體上仍能雄霸球壇。不過踏入1970年代，自從精工的崛起取代霸主地位，南華於1980年代初期更陷入低谷，被精工創下破紀錄的聯賽七連霸佳績，數次更要護級，更引發兩次大規模足球流氓擾亂治安事件，獲香港足球總會挽留才免於降班。到了1990年代，雖則是東方的全盛期，創下「東方王朝」，南華更曾大敗 0–5。不過，南華卻在1994年因日本球會橫濱水手退賽而得以首次殺入亞洲盃賽冠軍盃決賽，雖然最終不敵沙特阿拉伯球會艾卡迪沙屈居亞軍，但已是香港球會在亞洲盃賽的歷來最佳成績。南華千禧年代初則在「全華班」下陷入降班危機，2006年聯賽最後一場逼和公民 1–1，正式宣佈護級失敗。同年，由羅傑承重新組軍後，向足總申請留級成功，並組織千萬大軍，回復班霸本色。

### 2014–2015球季
2014年5月31日，羅傑承離任，結束八年南華足主之職。2014年6月1日，南華宣佈從事石油勘探開採設備業務的張廣勇接任新一季足球部主委，首季便豪花2,000萬班費希望帶領南華重新上路，可是戰績卻未如預期在本地賽接連失利，首季已無緣錦標，2015年5月13日，南華以 3–0 作客大勝緬甸的亞達納邦，在2015年亞協盃 G 組小組賽六戰全勝，成為首支在亞協盃分組賽六戰全勝的東亞球隊。 2015年5月26日，南華在旺角大球場以 2–0 擊敗印度的班加羅爾，晉身亞協盃八强。2015年6月18日，在馬來西亞吉隆坡亞洲足協總部，亞協盃八強抽籤會上，南華抽到上籤，對戰由南華前阿根廷主帥馬里奧領軍的馬超的柔佛DT。

### 2015–2016球季
2015年8月25日，亞洲足協盃八強首回合，南華作客以 1–1 逼和馬來西亞的柔佛DT。2015年9月15日，亞洲足協盃八強次回合，南華主場以 1–3 不敵馬來西亞的柔佛DT，正式出局。2016年1月，右後衛積施利轉投中國超級聯賽球會長春亞泰，簽約五年。進攻中場伊達轉投中國甲組聯賽球會新疆天山雪豹。
2016年1月，南華簽入兩位前鋒，分別為前厄瓜多爾國腳菲力斯·保耶及前澳洲國腳格菲斯。同時獲中國超級聯賽球會遼寧宏運的港隊中堅科夫加盟。1月中回收灝天黃大仙的港隊門將曾文輝備戰亞洲足協盃。1月23日簽入前港隊效力夢想駿其的中場朱兆基加強華人班底。2016年2月6日，南華作客到佛山里水訓練基地友賽上屆中超、亞洲聯賽冠軍盃雙料冠軍及世界冠軍球會盃殿軍球會廣州恒大，恒大今季班費估計超過十億人民幣，加上球星如雲。但結果南華憑陳肇麒下半場頭槌領先之下，後被對方的中國國腳中場鄭龍替恒大扳平，最後一比一打和。2016年2月24日，亞洲足協盃分組賽首場賽事，南華作客緬甸球會仰光聯，上半場賴恩格菲斯十二碼先入一球，之後給對手扳平，下半場再輸一球，最終負一比二。
2016年3月9日，亞洲足協盃分組賽第二場，主場對印度球會莫亨巴根，惨負零比四。2016年3月16日，本土洋將中堅羅素獲發香港特別行政區護照。入選2016年3月24日香港作客卡塔爾世界盃亞洲區外圍賽分組賽 30 人初選名單。2016年3月16日，亞洲足協盃分組賽第三場，南華作客馬爾代夫球會馬茲亞，上半場由陳肇鈞 36 分鐘頂入一球，下半場先給對手扳平，加上左後衛張健峰擺烏龍。最終負一比二。三戰連負得零分，分組賽出線變得相當困難。2016年5月11日，亞洲足協盃作客印度球會莫亨巴根，由羅曉聰、賴恩格菲斯、艾華連入三球取勝，亞協盃16強作客菲律賓球會塞列斯。2016年5月18日，菁英盃決賽，謝家強補時扳平，1比1打和。十二碼階段，艾華，羅曉聰，摩拉先後射失，對方只有鄭禮騫射失，輸二比四，總比數輸三比五給香港飛馬。2016年5月21日，港超聯季後附加賽，對冠忠南區，南區憑陸志豪及蘇沙先後建功，領先兩球，下半場南華靠賴恩格菲斯十二碼追近一球，但最終輸一比二，無緣下季亞洲賽事，南華成績五大皆空只拿下社區盃冠軍及菁英盃亞軍，渡過一個失敗的球季。

### 2016–2017球季
2016年5月24日，南華於亞協盃16強作客菲律賓球會塞列斯憑加時下半場2分鐘外援中場卡路士的入球晉身亞協盃八強，2016年5月26日，南華公佈來季組軍隊中七成球員留效，惟部份表現較差的球員會棄用包括前元朗中堅張志勇、前東方中場梁子成等球員，而看守教練列卡度完成 2015–2016球季下半季暫代主教練的職責，因表現稱職下季獲留用職位是球隊助理教練。2016年7月30日，南華在香港大球場友賽意大利勁旅祖雲達斯，賽前外援球員保贊因傷不能出場及新簽外援中鋒高美斯未有工作證未能出場，球員陳肇麒先在上半場取得入球，最終南華以 1–2 僅負祖雲達斯失落AET國際挑戰盃冠軍。2016年8月3日，南華宣佈羅致香港飛馬左中場的羅港威，是次並不是借用而是正式加盟，簽約兩年球衣號碼為24號，其後於2016年9月13日主場對柔佛DT的亞協盃八強首回合憑新加盟的外援高美斯在下半場補時階段入球以1–1逼和應屆亞協盃冠軍柔佛DT，於2016年9月20日的亞協盃八強次回合作客以 1–2 不敵柔佛DT總比數 2–3 出局。2016年10月31日，南華宣佈落實由狄恩出任主教練，南華於2017年5月4日的足總盃決賽以 1–2 不敵傑志連續三季四大皆空，而球員朱兆基賽後亦當選決賽最有價值球員，2017年5月20日，南華於季後附加賽4強以 1–6 不敵東方龍獅無緣來屆亞洲賽。2017年6月5日，南華宣佈由於未能找到班主注資，決定來屆退出香港超級聯賽並申請降班至香港甲組聯賽，重點培育青年球員，已獲得香港足球總會董事會接納。這將是南華百年來首次從頂級聯賽降班。

### 自降甲組

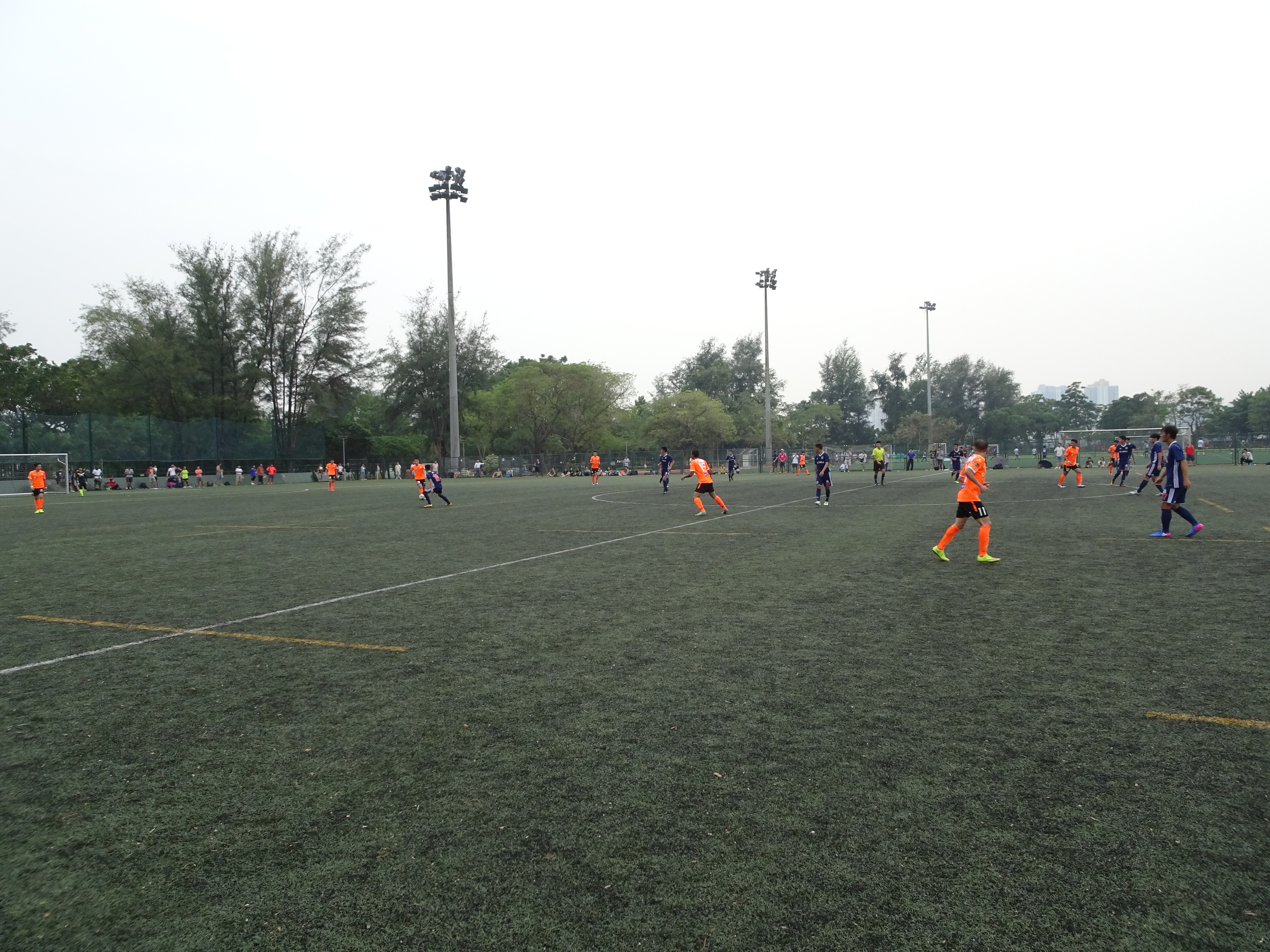
南華首場甲組聯賽對晨曦

2017年6月19日，經過南華董事會開會後，所有執委一致贊成自降甲组方案，南華足球部亦落實十年青訓計劃，暫時將體育大樓13樓足球部改建其他用途，將所有前任足主羅傑承和張廣勇下屬解約。一眾南華主力球員包括陳偉豪、梁冠聰、梁諾恆、保贊、羅港威、陳肇麒及高美斯全數被解約，大部分球員已經轉投其他港超球隊。2017年9月，南華公佈新任足球部青訓主任林大輝起用大量U16至U18球員，加數名前港超及港甲球員，力圖保住港甲一席位。2017年10月，訂下5加5計劃，希望用5年時間在甲組培養年青球員。到5年後年青球員成熟，再用5年時間爭取重返港超。
南華以一班青年球員，並邀請兩位年屆40歲前港隊成員郭裕洪及潘耀焯加盟迎戰港甲，南華港甲首戰以零比一不敵灝天晨曦，第二場以三比零取得港甲首場勝利。南華最終在港甲以十勝八和十二負只取得第十一名成績。在2018–19年香港甲組聯賽，南華以陣容不大變動下，以第八名完成聯賽。
一批老將如蔡仲賢、李樹烊、郭裕洪、杜瀚滔等球員離開，再提升楊憲樂等千禧後小將上一隊，令球隊真正年青化。亦簽入兩名日籍外援及兩名有港超經驗球員加盟，包括中場葉頌朗及前鋒葉佳，今季希望爭取甲組中游位置。因為2019冠狀病毒病疫情影響今季甲组賽事腰斬，腰斬前南華在港甲以七勝三和三負第四名完成，季尾部份有潛質球員轉投港超球會、包括中場黃皓雋。下一季香港甲組聯賽盡量在2020年11月開始，視乎疫情進展。
2020-2021球季，主教練潘耀焯移民英國、主教練改為曾效力南華的龍門陳振宇擔任。楊憲樂轉會港超晉峰、李卓軒轉會港超東方。加盟球員晉峰足球會中場梁創業。足球部主任林大輝先生季尾離任。
2021-2022球季，南華簽入龍門陸平中、中堅何直軒，中場謝朗軒及雷傑名、前鋒何誠淵加強實力。委任山度士及岑國培兩位名宿任南華青年華教練。為了培訓新一代南華精英，南華體育會許晉奎主席、盧潤森副主席與山度士商議後，決定再次合作，山度士在未來五年會以領隊身份帶領南華青年軍。中場謝朗軒季中轉會流浪。
南華青年軍教練團隊，當中包括岑國培、鍾健希、陸冠邦等多位本地名將，還有體能教練李浩賢、守門員教練甄堅強，配合各支青年軍的主教練及助教共十三位教練，除此之外，南華甲組隊起用車路士足球學校（香港）的新秀，香港U18代表隊成員李樂謙已跟隨球隊操練。
2022-2023球季，足球部主委由盧健生先生接任，加盟球員包括前港超球員法國外援黑人中鋒禾達，此子效力過冠忠南區，前港超晉峰足球會中場林富貴，港甲公民中場沙奴，禾達加盟令南華在港甲保持一定入球能力，代替另一位巴西歸化外援連拿度位置。球隊最終奪得甲組聯賽殿軍一席。
2023-2024球季，法國外援禾達離隊，簽入曾效力馬來西亞超級聯賽Kelantan球會的翼鋒原健太，從永義轉會的中鋒朱志強，加上另一名日籍外援進攻中場田坂卓也回歸，補充鋒線陣容，同時加入多名具潛力青年軍球員葉禮滔、黃浩翔、李承熹、盧軒正及鄺天樂等，努力爭取佳績。球隊最終奪得甲組聯賽季軍，及初級組足總杯亞軍。
2024-2025年球季，2O24年8月24日開操：今屆教練團包括，主教練：顧錦輝，助教何勉唐。法國前鋒禾達回歸。加盟華人球員包括：龍門蔡子濤，中堅陳靜謙，左閘梁星耀，攻中廖億誠。
2024年8月25日友賽乙組球會至尊足球會丶在主場加山球場二比0。入球球員外援中場威廉斯及中鋒禾達。
南華上季取得自降七年來最佳成績的一季，季後隨即展開組軍工作，第一簽就是舊援將禾達，之後簽下英籍青年球員威廉斯，隨後又陸續公布廖億誠、梁星耀、李頌、陳靜謙及守門員蔡子濤等華將加盟，配合何直軒、丘仲軒、郭霆謙、何誠淵、蕭栢霖、蕭子朗、歐文洛及司敬熙等主力華將留效，華人班底比上季增強不少。
南華新一季球員名單﹕龍門葉駿桓、龍門蔡子濤、前鋒何勉唐、後衛蕭栢霖、李頌、前鋒丘仲軒、攻擊中場威廉斯(Trey Williams)、中鋒禾達、攻擊中場郭霆謙、前鋒何誠淵、左閘蕭子朗、李汶軒、中鋒朱志強、中堅歐文洛、中堅陳靜謙、防守中場伊藤紘平、右翼黃浩翔、左閘梁星耀、李承熹、盧軒正、葉禮滔、司敬熙、攻擊中場廖億誠、中堅何直軒。
2O25年6月初在斧山道運動場3比0勝深水埗，奪初級組足總盃冠軍。
2025-2026球季，8月9日正式開操。會長洪祖杭、副主席許晉奎、副主席甄瑞棠，足球部主委盧健生及副主委梁賢峰等主持拜神切燒豬儀式。今季教練團名單，主教練：顧錦輝，助教：陳振宇，何勉唐，守門員教練：陳樹明，丘建威擔任U8、U10教練。三名外援禾達、伊藤紘平、黑田陸斗及其他主力球員留效，並加入新球員：守門員雲天樂、防守中場溫俊、翼衛胡鍵逸、翼鋒李俊文及後衛李俊諺等增強實力。今季甲組一共14隊競逐，南華目標聯賽前三名，並力爭衛冕足總盃冠軍。
2025年8月13日，南華宣佈龍門葉駿桓、攻擊中場梁星耀、中鋒朱志強及李汶軒將離開。

## 球會文化

### 吉祥物

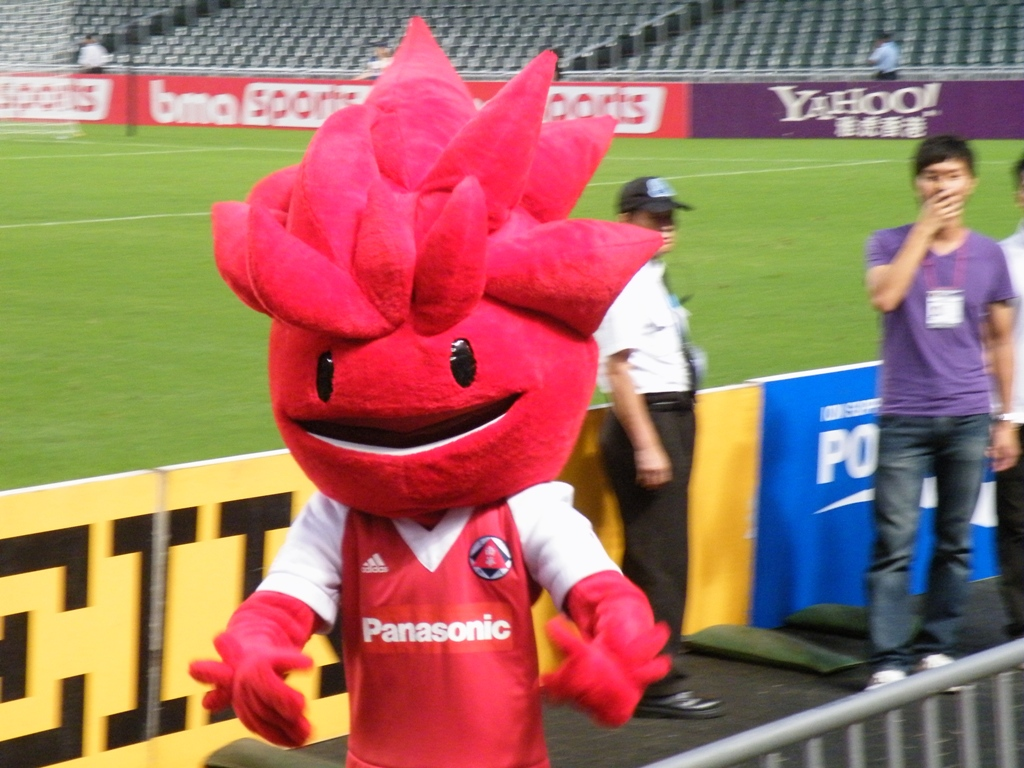
吉祥物「波南」

「波南」的頭髮是火，是一個熾熱燃燒的足球，象徵球迷對足球的熱愛不息，享受球賽帶來的快樂，也象徵南華球員永不放棄的南華精神。
「草南」與波南是球場上的好友，由於他生於草地，故此他令人感到十分清新，純潔，年青，富活力。他象徵南華的年青球員，他們充滿活力，並為成為明日之星而打拼。
上述吉祥物與其他足球用品通稱為「波南家族」，於2014年羅傑承退出管理層後停止登場。

### 會歌
- 70年代，2012年– ：張武孝《南華之歌》[3]
- 1997年：許志安《創造者》（97年對曼聯比賽紀念作）
- 2006年：V（組合）《新南華之歌》
- 2010–2011年：Red Force、周國賢《We Are The Best》
  - （Red Force由南華球員陳肇麒、李威廉、文彼得、郭建邦、梁倬軒組成）

## 管理層及職球員名單
| 足球管理委員會主委：   | 盧健生                           |
| 足球管理委員會副主委： | 梁賢峰                           |
| 領隊：                 | 顧錦輝                           |
| 主教練：               | 顧錦輝                           |
| 教練：                 | 何勉唐                           |
| 守門員教練：           | 陳樹明                           |
| 幹事：                 | 葉志舜                           |
| 軍醫：                 | 郭志堅 葉建勤                    |
| 青訓總監：             | 岑國培                           |
| 青訓守門員教練：       | 甄堅強                           |
| 青訓體能教練：         | 李浩賢                           |
| 青超教練U18：          | 陸冠邦[主] 鍾佳霖[助]            |
| 賽馬會教練U18：        | 李偉和[主] 鄭嘉誠[助]            |
| 青超教練U16:           | 黃梓豐[主] 黃俊皓[助]            |
| 青超教練U14:           | 馬翊晉[主] 羅偉志[助]            |
| 賽馬會教練U13:         | 辜榮業[主] 葉拓邦[助] 曾仲楠[助] |
| 青年軍教練U8、U10:     | 丘建威                           |

| 號碼   | 國籍   | 球員名字                          | 出生日期       | 加盟年份 | 前效力球會         |
| 守門員 | 守門員 | 守門員                            | 守門員         | 守門員   | 守門員             |
| ------ | ------ | --------------------------------- | -------------- | -------- | ------------------ |
| 94     | 香港   | 蔡子濤 (Choy, Tsz To )            | 1999年9月4日   | 2024年   | 南區               |
| 13     | 香港   | 雲天樂 (Wan, Michael)             | xxxx年x月xx日  | 2025年   | 大埔               |
| 37     | 香港   | 簡鈞賢 (Kan, Kwan Yin )           | 2008年2月17日  | 2024年   | 青年軍             |
| 後衛   |        |                                   |                |          |                    |
| 2      | 香港   | 蕭栢霖（SIU, Pak Lam)             | 1998年2月5日   | 2020年   | 晉峰               |
| 4      | 香港   | 李頌 (Lee, Chung)                 | 2003年11月14日 | 2024年   | 永義               |
| 12     | 香港   | 蕭子朗（SHIU, Tsz Long）          | 2002年12月11日 | 2018年   | 青年軍             |
| 17     | 香港   | 歐文洛（AU, Marco）               | 1998年1月8日   | 2019年   | 凱景               |
| 18     | 香港   | 陳靜謙（CHAN, Ching Him Matthew） | 1998年4月18日  | 2024年   | 深水埗             |
| 90     | 香港   | 葉禮滔（Yip, Lai To）             | 2006年5月20日  | 2023年   | 青年軍             |
| 98     | 香港   | 何直軒（HO, Chik Hin）            | 1998年1月22日  | 2021年   | 車路士足校學校     |
| 中場   |        |                                   |                |          |                    |
| 10     | 香港   | 郭霆謙（KWOK, Ting Him）          | 1994年12月28日 | 2019年   | 公民               |
| 19     | 日本   | 伊藤紘平（KOHEI, Ito）(隊長)      | 1988年12月5日  | 2019年   | 南邦府             |
| 28     | 香港   | 黃浩翔 (WONG,Andy)                | 2005年11月28日 | 2023年   | 青年軍             |
| 前鋒   |        |                                   |                |          |                    |
| 7      | 香港   | 丘仲軒(YAU, Henry)                | 1996年4月24日  | 2022年   | Prospect United FC |
| 9      | 法國   | 禾達（WALTER, Vaz）               | 1990年5月24日  | 2024年   | Free transfer      |
| 11     | 香港   | 何誠淵（HO, Shing Yuen）          | 1998年9月28日  | 2021年   | 凱景               |
| 95     | 香港   | 廖億誠（LIU, Yik Shing）          | 1995年7月17日  | 2024年   | 九龍城             |

## 離隊一隊球員，管理層及職員名單（2025-2026球季）
| 國籍                       | 名字                      | 位置       | 出生日期        | 加盟球會     |
| 夏季轉會窗                 | 夏季轉會窗                | 夏季轉會窗 | 夏季轉會窗      | 夏季轉會窗   |
| -------------------------- | ------------------------- | ---------- | --------------- | ------------ |
| 日本                       | 原健太（Kenta Hara）      | 前鋒       | 1996年5月26日   | Persipa Pati |
| 香港                       | 譚浚賢（Tsun Yin Tam）    | 前鋒       | 2003年4月14日   | 港會         |
| 香港                       | 梁創業（Leung Chong Yip） | 前鋒       | 1996年4月21日   | 晉鋒         |
| 香港                       | 鄺天樂（Kwong Tin Lok）   | 守門員     | 2007年10月4日   | 理文U22      |
| 英格兰                     | Trey Williams             | 前鋒       | 1996年12月5日   | 自由身       |
| 日本                       | 田坂卓也（Takuya Tasaka） | 中埸       | 1999年1月17日   | 自由身       |
| 香港                       | 林啟浩（Lam Kyle）        | 後衛       | 2003年9月13日   | 自由身       |
| 香港                       | 章偉鎽（Cheung Wai Fung） | 中埸       | 19907年12月11日 | 自由身       |
| 香港                       | 何勉唐（Ho Min Tong）     | 前鋒       | 1985年9月11日   | 退役         |
| 香港                       | 陳樂謙（CHAN Lok Him）    | 前鋒       | 2002年10月9日   | Nonthaburi   |
| 冬季轉會窗                 |                           |            |                 |              |
| 非轉會窗時期(冬季轉會窗後) |                           |            |                 |              |

## 歷任職球員名單

### 歷任足球部主任
- 盧健生：（2024年–2026年）
- 盧健生：（2022年–2024年）
- 許晉奎：（2017年–2022年）
- 張廣勇：（2014年–2017年）
- 羅傑承：（1992年–1994年，2006年–2014年）
- 黃鎮南：（2003年–2006年）
- 施靜騰：（2001–2003年）
- 梁孔德：（2000–2001年）
- 李志強：（1999年–2000年）
- 洪祖航：（1988年-1992年, 1995年–1999年）
- 盧潤森：（1995年–199X年）
- 劉坤銘：（1994年–1995年）
- 林建岳：（1984年–1988年）
- 周殿銘: （1982年–1984年）
- 鍾立全：（197X年–1982年）
- 許晉奎：（1969年–1975年）
- 胡好：（1950年–1951年）

### 歷任主教練
- 顧錦輝 : （2021年－2026年）
- 潘耀焯 :（2017年–2021年）
- 狄恩 :（2016年–2017年）
- 列卡度（代理）：（2015年，2016年）
- 馬里奧：（2014–2015年）
- 楊正光：（2014年）
- 張寶春：（2013–2014年）
- 高世安：（2011–2012年）
- 陳浩然（代理）：（2010年–2011年）
- 金判坤：（2008年–2010年）
- 廖俊輝：（2008年（代理）、2012–2013年）
- 曾偉忠：（2008年）
- 荷西‧路爾斯（英语：José Luís）：（2007–2008年）
- 阿曼龍（英语：António Amaral）：（2006年）
- 黃文偉、 陳國雄、 顧錦輝：（2002年–2006年）
- 米路：（1998–2002年、2006–2007年、2015–2016年）
- 黃文偉、 陳國雄：（1990年–1993年）
- 黃文偉：（1984年–1990年、1993年–1998年）
- 米勒：（1983年）
- 黃興桂：（1982年–1983年）
- 郭錦洪、 盧紹昌（代理）：（1982年）
- 漢拿：（1981–1982年）
- 吳偉文：（1977–1981年、1983–1984年、1992–1993年）
- 郭石：（1970年–1977年）
- 朱國倫：（1954–1970年）

## 球會榮譽
| 榮譽                          | 次數        | 年度 |
| 本 土 聯 賽                   | 本 土 聯 賽 | 本 土 聯 賽 |
| ----------------------------- | ----------- | --- |
| 香港甲組聯賽（第一級）冠軍    | 41          | 1924年、1931年、1933年、1935年、1936年、1938年、1939年、1940年、1941年、1949年、 1951年、1952年、1953年、1955年、1957年、1958年、1959年、1960年、1961年、1962年、 1966年、1968年、1969年、1972年、1974年、1976年、1977年、1978年、1986年、1987年、 1988年、1990年、1991年、1992年、1997年、2000年、2007年、2008年、2009年、2010年、 2013年 |
| 香港乙組聯賽（第二級）冠軍    | 2           | 1952年、1953年 |
| 本 土 盃 賽                   |             | |
| 香港高級銀牌賽 冠軍           | 31          | 1929年、1931年、1933年、1935年、1936年、1937年、1938年、1939年、1941年、1949年、 1955年、1957年、1958年、1959年、1961年、1962年、1965年、1972年、1986年、1988年、 1989年、1991年、1996年、1997年、1999年、2000年、2002年、2003年、2007年、2010年、 2014年                                                                                  |
| 香港聯賽盃 冠軍               | 3           | 2002年、2008年、2011年 |
| 香港足總盃 冠軍               | 10          | 1985年、1987年、1988年、1990年、1991年、1996年、1999年、2002年、2007年、2011年 |
| 香港總督盃 冠軍               | 8           | 1972年、1980年、1987年、1988年、1991年、1993年、1994年、1998年 |
| 香港社區盃 冠軍               | 2           | 2014年、2015年 |
| 香港初級組銀牌 冠軍           | 9           | 1948年、1951年、1953年、1954年、1955年、1957年、1958年、1959年、1967年 |
| 亞 洲 賽 事                   |             | |
| 亞洲盃賽冠軍盃 亞軍           | 1           | 1994年 |
| 2012年亞洲超級球會挑戰盃 殿軍 | 1           | 2012年 |
| 國 際 賽 事                   |             | |
| 2013年巴克萊亞洲錦標賽 殿軍   | 1           | 2013年 |

## 成績

### 國際比賽

#### 亞洲冠軍球會盃及亞洲盃賽冠軍盃
| 南華在亞洲冠軍球會盃及亞洲盃賽冠軍盃比賽紀錄 | 南華在亞洲冠軍球會盃及亞洲盃賽冠軍盃比賽紀錄 | 南華在亞洲冠軍球會盃及亞洲盃賽冠軍盃比賽紀錄 | 南華在亞洲冠軍球會盃及亞洲盃賽冠軍盃比賽紀錄 | 南華在亞洲冠軍球會盃及亞洲盃賽冠軍盃比賽紀錄 | 南華在亞洲冠軍球會盃及亞洲盃賽冠軍盃比賽紀錄 | 南華在亞洲冠軍球會盃及亞洲盃賽冠軍盃比賽紀錄 |
| 球季                                         | 日期                                         | 賽事階段                                     | 比數                                         | 對手                                         | 比賽地點                                     |                                              |
| -------------------------------------------- | -------------------------------------------- | -------------------------------------------- | -------------------------------------------- | -------------------------------------------- | -------------------------------------------- | -------------------------------------------- |
| 1967年亞洲冠軍球會盃                         | 1967年5月18日                                | 第一圈 首回合                                | 1–0                                          | 曼谷銀行                                     | 香港                                         |                                              |
| 1967年亞洲冠軍球會盃                         | 1967年5月27日                                | 第一圈 首回合                                | 0–2                                          | 曼谷銀行                                     | 曼谷                                         |                                              |
| 1986年亞洲球會錦標賽                         | 1986年8月                                    | 第一圈                                       | 1–0                                          | 合群                                         | 澳門                                         |                                              |
| 1986年亞洲球會錦標賽                         | 1986年11月11日                               | 第二圈分組賽                                 | 1–1                                          | 三鑽石                                       | 香港                                         |                                              |
| 1986年亞洲球會錦標賽                         | 1986年11月16日                               | 第二圈分組賽                                 | 0–1                                          | 遼寧                                         | 香港                                         |                                              |
| 1987年亞洲球會錦標賽                         | 1987年9月10日                                | 外圍賽 首回合                                | 0–1                                          | 讀賣新聞                                     | 香港                                         |                                              |
| 1987年亞洲球會錦標賽                         | 1987年10月8日                                | 外圍賽 次回合                                | 0–2                                          | 讀賣新聞                                     | 東京                                         |                                              |
| 1988–89年亞洲球會錦標賽                      | 1988年7月12日                                | 外圍賽                                       | 0–3                                          | 四月廿五日                                   | 廣州                                         |                                              |
| 1988–89年亞洲球會錦標賽                      | 1988年7月14日                                | 外圍賽                                       | 0–1                                          | 廣東萬寶                                     | 廣州                                         |                                              |
| 1988–89年亞洲球會錦標賽                      | 1988年7月16日                                | 外圍賽                                       | 1–1                                          | 山葉汽車                                     | 廣州                                         |                                              |
| 1988–89年亞洲球會錦標賽                      | 1988年7月18日                                | 外圍賽                                       | 3–0                                          | 華昇                                         | 廣州                                         |                                              |
| 1991年亞洲球會錦標賽                         | 1991年9月                                    | 外圍賽第一圈 首回合                          | 9–1                                          | 士砵亭                                       | 香港                                         |                                              |
| 1991年亞洲球會錦標賽                         | 1991年9月                                    | 外圍賽第一圈 次回合                          | 5–0                                          | 士砵亭                                       | 澳門                                         |                                              |
| 1991年亞洲球會錦標賽                         | 1991年11月6日                                | 外圍賽第二圈 首回合                          | 1–0                                          | 讀賣新聞                                     | 香港                                         |                                              |
| 1991年亞洲球會錦標賽                         | 1991年11月26日                               | 外圍賽第二圈 次回合                          | 1–3                                          | 讀賣新聞                                     | 東京                                         |                                              |
| 1993–94年亞洲盃賽冠軍盃                      | 不詳                                         | 第一圈 首回合                                | 2–0                                          | 大連萬達                                     | 香港                                         |                                              |
| 1993–94年亞洲盃賽冠軍盃                      | 不詳                                         | 第一圈 次回合                                | 0–1                                          | 大連萬達                                     | 大連                                         |                                              |
| 1993–94年亞洲盃賽冠軍盃                      | 不詳                                         | 第二圈 首回合                                | 1–0                                          | 東賓高                                       | 加爾各答                                     |                                              |
| 1993–94年亞洲盃賽冠軍盃                      | 不詳                                         | 第二圈 次回合                                | 4–1                                          | 東賓高                                       | 香港                                         |                                              |
| 1993–94年亞洲盃賽冠軍盃                      | 未有舉行                                     | 準決賽首次回合                               | 對手 棄權                                    | 橫濱水手                                     | 香港 橫濱                                    |                                              |
| 1993–94年亞洲盃賽冠軍盃                      | 1994年3月19日                                | 決賽 首回合                                  | 2–4                                          | 艾卡迪沙                                     | 香港                                         |                                              |
| 1993–94年亞洲盃賽冠軍盃                      | 1994年4月19日                                | 決賽 次回合                                  | 0–2                                          | 艾卡迪沙                                     | 胡拜爾                                       |                                              |
| 1996–97年亞洲盃賽冠軍盃                      | 不詳                                         | 第二圈 首回合                                | 1–1                                          | 拉亞萬隆                                     | 萬隆                                         |                                              |
| 1996–97年亞洲盃賽冠軍盃                      | 1996年9月29日                                | 第二圈 次回合                                | 4–0                                          | 拉亞萬隆                                     | 香港                                         |                                              |
| 1996–97年亞洲盃賽冠軍盃                      | 不詳                                         | 半準決賽 首回合                              | 0–2                                          | 名古屋八鯨                                   | 名古屋                                       |                                              |
| 1996–97年亞洲盃賽冠軍盃                      | 不詳                                         | 半準決賽 次回合                              | 2–2                                          | 名古屋八鯨                                   | 香港                                         |                                              |
| 1997–98年亞洲盃賽冠軍盃                      | 不詳                                         | 第一圈 首回合                                | 0–0                                          | 雪蘭莪                                       | 吉隆坡                                       |                                              |
| 1997–98年亞洲盃賽冠軍盃                      | 不詳                                         | 第一圈 次回合                                | 2–0                                          | 雪蘭莪                                       | 香港                                         |                                              |
| 1997–98年亞洲盃賽冠軍盃                      | 不詳                                         | 第二圈 首回合                                | 0–4                                          | 大連萬達                                     | 香港                                         |                                              |
| 1997–98年亞洲盃賽冠軍盃                      | 不詳                                         | 第二圈 次回合                                | 1–2                                          | 大連萬達                                     | 大連                                         |                                              |
| 1999–2000年亞洲盃賽冠軍盃                    | 不詳                                         | 第二圈 首回合                                | 0–0                                          | 胡志明市警察                                 | 胡志明市                                     |                                              |
| 1999–2000年亞洲盃賽冠軍盃                    | 不詳                                         | 第二圈 次回合                                | 3–0                                          | 胡志明市警察                                 | 香港                                         |                                              |
| 1999–2000年亞洲盃賽冠軍盃                    | 不詳                                         | 半準決賽 首回合                              | 3–2                                          | 曼谷銀行                                     | 香港                                         |                                              |
| 1999–2000年亞洲盃賽冠軍盃                    | 不詳                                         | 半準決賽 次回合                              | 0–3                                          | 曼谷銀行                                     | 曼谷                                         |                                              |
| 2000–01年亞洲球會錦標賽                      | 不詳                                         | 第二圈 首回合                                | 1–3                                          | 磐田山葉                                     | 香港                                         |                                              |
| 2000–01年亞洲球會錦標賽                      | 不詳                                         | 第二圈 次回合                                | 1–3                                          | 磐田山葉                                     | 磐田                                         |                                              |
| 2001–02年亞洲盃賽冠軍盃                      | 2001年11月29日                               | 第二圈 首回合                                | 3–2                                          | 清水心跳                                     | 香港                                         |                                              |
| 2001–02年亞洲盃賽冠軍盃                      | 2001年12月19日                               | 第二圈 次回合                                | 0–6                                          | 清水心跳                                     | 清水                                         |                                              |

#### 亞洲足協盃
| 南華在亞洲足協盃比賽紀錄 | 南華在亞洲足協盃比賽紀錄 | 南華在亞洲足協盃比賽紀錄 | 南華在亞洲足協盃比賽紀錄 | 南華在亞洲足協盃比賽紀錄 | 南華在亞洲足協盃比賽紀錄 | 南華在亞洲足協盃比賽紀錄             |
| 球季                     | 日期                     | 賽事階段                 | 比數                     | 對手                     | 比賽地點                 | 入球者                               |
| ------------------------ | ------------------------ | ------------------------ | ------------------------ | ------------------------ | ------------------------ | ------------------------------------ |
| 2008                     | 2008年3月11日            | 小組賽，第一輪           | 2–3                      | 內政聯                   | 香港                     | 鄭少偉2                              |
| 2008                     | 2008年3月18日            | 小組賽，第二輪           | 0–0                      | 勝利競技                 | 馬爾代夫，馬累           |                                      |
| 2008                     | 2008年4月3日             | 小組賽，第三輪           | 1–3                      | 吉打                     | 香港                     | 基斯                                 |
| 2008                     | 2008年4月16日            | 小組賽，第四輪           | 0–3                      | 吉打                     | 馬來西亞，亞羅士打       |                                      |
| 2008                     | 2008年4月30日            | 小組賽，第五輪           | 1–4                      | 內政聯                   | 新加坡                   | 鄭少偉                               |
| 2008                     | 2008年5月14日            | 小組賽，第六輪           | 3–0                      | 勝利競技                 | 香港                     | 基斯2，泰利·史高斯                   |
| 2009                     | 2009年3月10日            | 小組賽，第一輪           | 3–0                      | 棉蘭                     | 香港                     | 李海强，陳肇麒，卡卡                 |
| 2009                     | 2009年3月17日            | 小組賽，第二輪           | 2–1                      | VB競技                   | 馬爾代夫，馬累           | 泰利·史高斯2                         |
| 2009                     | 2009年4月7日             | 小組賽，第三輪           | 2–0                      | 柔佛                     | 香港                     | 卡卡，文彼得                         |
| 2009                     | 2009年4月21日            | 小組賽，第四輪           | 4–1                      | 柔佛                     | 馬來西亞，巴西古當       | 卡卡2，泰利·史高斯，陳志康           |
| 2009                     | 2009年5月5日             | 小組賽，第五輪           | 2–2                      | 棉蘭                     | 印尼，巨港               | 卡卡2                                |
| 2009                     | 2009年5月19日            | 小組賽，第六輪           | 2–1                      | VB競技                   | 香港                     | 陳肇麒，黃展鴻                       |
| 2009                     | 2009年6月23日            | 十六強                   | 4–0                      | 內政聯                   | 香港                     | 郭建邦，李海強2，卡卡                |
| 2009                     | 2009年9月15日            | 半準決賽，首回合         | 4–5                      | 尼夫治                   | 烏茲別克，費爾干納       | 卓卓，雷文，李安度·卡里祖，郭建邦    |
| 2009                     | 2009年9月30日            | 半準決賽，次回合         | 1–0                      | 尼夫治                   | 香港                     | 李安度·卡里祖                        |
| 2009                     | 2009年10月15日           | 準決賽，首回合           | 1–2                      | 阿爾科威特               | 科威特，科威特城         | 卓卓                                 |
| 2009                     | 2009年10月21日           | 準決賽，首回合           | 0–1                      | 阿爾科威特               | 香港                     |                                      |
| 2010                     | 2010年2月24日            | 小組賽，第一輪           | 0–0                      | 蒙通聯                   | 香港                     |                                      |
| 2010                     | 2010年3月17日            | 小組賽，第二輪           | 0–1                      | VB競技                   | 馬爾代夫，馬累           |                                      |
| 2010                     | 2010年3月23日            | 小組賽，第三輪           | 6–3                      | 佩西瓦                   | 香港                     | 泰利·史高斯2，里奧2，李威廉          |
| 2010                     | 2010年4月7日             | 小組賽，第四輪           | 2–0                      | 佩西瓦                   | 印尼，瑪琅               | 里奧，陳偉豪                         |
| 2010                     | 2010年4月20日            | 小組賽，第五輪           | 1–0                      | 蒙通聯                   | 泰國，布吉               | 黃展鴻                               |
| 2010                     | 2010年4月27日            | 小組賽，第六輪           | 3–1                      | VB競技                   | 香港                     | 里奧2，梁振邦                        |
| 2010                     | 2010年5月11日            | 十六強                   | 1–3                      | 阿爾列法                 | 香港                     | 李志豪                               |
| 2011                     | 2011年3月2日             | 小組賽，第一輪           | 1–1                      | 佩斯普拉                 | 香港                     | 陳肇麒                               |
| 2011                     | 2011年3月16日            | 小組賽，第二輪           | 0–3                      | 春武里                   | 泰國，春武里市           |                                      |
| 2011                     | 2011年4月13日            | 小組賽，第三輪           | 1–0                      | 東賓高                   | 香港                     | 基士文                               |
| 2011                     | 2011年4月26日            | 小組賽，第四輪           | 3–3                      | 東賓高                   | 印度，克塔克             | 郭建邦，李海强，鄭禮騫               |
| 2011                     | 2011年5月3日             | 小組賽，第五輪           | 2–4                      | 佩斯普拉                 | 印尼，查雅普拉           | 徐德帥，吳偉超                       |
| 2011                     | 2011年5月10日            | 小組賽，第六輪           | 0–3                      | 春武里                   | 香港                     |                                      |
| 2014                     | 2014年2月26日            | 小組賽，第一輪           | 1–3                      | 寧平                     | 香港                     | 陳肇麒                               |
| 2014                     | 2014年3月12日            | 小組賽，第二輪           | 0–2                      | 吉蘭丹                   | 馬來西亞，哥打巴魯       |                                      |
| 2014                     | 2014年3月18日            | 小組賽，第三輪           | 0–2                      | 仰光聯                   | 緬甸，仰光               |                                      |
| 2014                     | 2014年4月2日             | 小組賽，第四輪           | 5–3                      | 仰光聯                   | 香港                     | 陳肇麒，陸志豪，沙沙·卡古特2，李康廉 |
| 2014                     | 2014年4月8日             | 小組賽，第五輪           | 1–1                      | 寧平                     | 越南，寧平市             | 沙沙·卡古特                          |
| 2014                     | 2014年4月22日            | 小組賽，第六輪           | 4–0                      | 吉蘭丹                   | 香港                     | 安祖·巴域斯，李康廉，羅港威          |
| 2015                     | 2015年2月25日            | 小組賽，第一輪           | 6–1                      | 環球                     | 菲律賓，獨魯萬市         | 麥比連2，羅港威，陳偉豪，艾華2       |
| 2015                     | 2015年3月11日            | 小組賽，第二輪           | 3–1                      | 亞達納邦                 | 香港                     | 羅港威，艾華，麥比連                 |
| 2015                     | 2015年3月18日            | 小組賽，第三輪           | 1–0                      | 彭亨                     | 馬來西亞，彭亨           | 陳肇麒                               |
| 2015                     | 2015年4月15日            | 小組賽，第四輪           | 3–1                      | 彭亨                     | 香港                     | 陳肇鈞，羅港威，積施利               |
| 2015                     | 2015年4月29日            | 小組賽，第五輪           | 3–0                      | 環球                     | 香港                     | 鄭禮騫，保贊，麥比連                 |
| 2015                     | 2015年5月13日            | 小組賽，第六輪           | 3–0                      | 亞達納邦                 | 緬甸，曼德勒             | 麥比連2，林學曦                      |
| 2015                     | 2015年5月26日            | 十六強                   | 2–0                      | 班加羅爾                 | 香港                     | 麥比連2                              |
| 2015                     | 2015年8月25日            | 半準決賽，首回合         | 1–1                      | 柔佛DT                   | 馬來西亞，新山           | 艾華                                 |
| 2015                     | 2015年9月15日            | 半準決賽，次回合         | 1–3                      | 柔佛DT                   | 香港                     | 艾華                                 |
| 2016                     | 2016年2月24日            | 小組賽，第一輪           | 1–2                      | 仰光聯                   | 緬甸，仰光               | 賴恩格菲斯                           |
| 2016                     | 2016年3月9日             | 小組賽，第二輪           | 0–4                      | 莫亨巴根                 | 香港                     |                                      |
| 2016                     | 2016年3月16日            | 小組賽，第三輪           | 1–2                      | 馬茲亞                   | 馬爾代夫，馬累           | 陳肇鈞                               |
| 2016                     | 2016年4月13日            | 小組賽，第四輪           | 2–0                      | 馬茲亞                   | 香港                     | 羅曉聰 , 陳肇麒                      |
| 2016                     | 2016年4月27日            | 小組賽，第五輪           | 2–1                      | 仰光聯                   | 香港                     | 陳肇麒 , 艾華                        |
| 2016                     | 2016年5月11日            | 小組賽，第六輪           | 3–0                      | 莫亨巴根                 | 印度，豪拉               | 羅曉聰 , 賴恩格菲斯 , 艾華           |
| 2016                     | 2016年5月24日            | 十六強                   | 1–0                      | 塞列斯                   | 菲律賓，巴科洛德         | 卡路士                               |
| 2016                     | 2016年9月13日            | 半準決賽，首回合         | 1–1                      | 柔佛DT                   | 香港                     | 高美斯                               |
| 2016                     | 2016年9月20日            | 半準決賽，次回合         | 1–2                      | 柔佛DT                   | 馬來西亞，新山           | 高美斯                               |

### 近年比賽戰績
| 港甲及港超（第一級別） | 港甲及港超（第一級別） | 港甲及港超（第一級別） | 港甲及港超（第一級別） | 港甲及港超（第一級別） | 港甲及港超（第一級別） | 港甲及港超（第一級別） | 港甲及港超（第一級別） | 港甲及港超（第一級別） | 港甲及港超（第一級別） | 港甲及港超（第一級別） | 港甲及港超（第一級別） | 港甲及港超（第一級別） | 港甲及港超（第一級別） | 港甲及港超（第一級別） | 港甲及港超（第一級別） | 港甲及港超（第一級別） | 港甲及港超（第一級別） |
| 賽季                   | 聯賽                   | 聯賽                   | 聯賽                   | 聯賽                   | 聯賽                   | 聯賽                   | 聯賽                   | 聯賽                   | 排位                   | 香港高級組銀牌         | 香港菁英盃             | 香港聯賽盃             | 香港足總盃             | 亞洲賽                 | 亞洲賽                 | 最佳射手               | 最佳射手               |
| 賽季                   | 賽                     | 勝                     | 平                     | 負                     | 入球                   | 失球                   | 球差                   | 積分                   | 排位                   | 香港高級組銀牌         | 香港菁英盃             | 香港聯賽盃             | 香港足總盃             | 亞洲賽                 | 亞洲賽                 | 球員                   | 入球                   |
| ---------------------- | ---------------------- | ---------------------- | ---------------------- | ---------------------- | ---------------------- | ---------------------- | ---------------------- | ---------------------- | ---------------------- | ---------------------- | ---------------------- | ---------------------- | ---------------------- | ---------------------- | ---------------------- | ---------------------- | ---------------------- |
| 2007–08年              | 18                     | 11                     | 3                      | 4                      | 51                     | 17                     | +34                    | 36                     | 1 / 13                 | 準決賽                 | 不适用                 | 冠軍                   | 準決賽                 | 2008年亞洲足協盃       | 小組賽                 | 迪天奴                 | 19球                   |
| 2008–09年              | 24                     | 19                     | 4                      | 1                      | 73                     | 11                     | +62                    | 61                     | 1 / 13                 | 準決賽                 | 不适用                 | 半準決賽               | 準決賽                 | 2009年亞洲足協盃       | 準決賽                 | 迪天奴                 | 18球                   |
| 2009–10年              | 18                     | 13                     | 3                      | 2                      | 51                     | 21                     | +30                    | 42                     | 1 / 10                 | 冠軍                   | 不适用                 | 不适用                 | 半準決賽               | 2010年亞洲足協盃       | 十六強                 | 陳肇麒                 | 11球                   |
| 2010–11年              | 18                     | 14                     | 1                      | 3                      | 41                     | 19                     | +22                    | 43                     | 2 / 10                 | 亞軍                   | 不适用                 | 冠軍                   | 冠軍                   | 2011年亞洲足協盃       | 小組賽出局             | 卡里祖                 | 6球                    |
| 2011–12年              | 18                     | 10                     | 6                      | 2                      | 46                     | 16                     | +30                    | 36                     | 3 / 10                 | 亞軍                   | 不适用                 | 準決賽                 | 半準決賽               | 不适用                 | 不适用                 | 基奧雲尼               | 9球                    |
| 2012–13年              | 18                     | 11                     | 3                      | 4                      | 46                     | 21                     | +25                    | 36                     | 1 / 10                 | 準決賽                 | 不适用                 | 不适用                 | 準決賽                 | 不适用                 | 不适用                 | 伊達                   | 11球                   |
| 2013–14年              | 18                     | 8                      | 8                      | 2                      | 35                     | 24                     | +11                    | 32                     | 3 / 10                 | 冠軍                   | 不适用                 | 不适用                 | 半準決賽               | 2014年亞洲足協盃       | 小組賽出局             | 卡古特                 | 7球                    |
| 2014–15年              | 16                     | 7                      | 6                      | 3                      | 30                     | 17                     | +13                    | 27                     | 4 / 9                  | 準決賽                 | 不适用                 | 亞軍                   | 準決賽                 | 2015年亞洲足協盃       | 半準決賽               | 中村祐人               | 10球                   |
| 2015–16年              | 16                     | 9                      | 2                      | 5                      | 26                     | 21                     | +5                     | 29                     | 3 / 9                  | 準決賽                 | 亞軍                   | 亞軍                   | 半準決賽               | 2016年亞洲足協盃       | 半準決賽               | 艾華                   | 12球                   |
| 2016–17年              | 20                     | 11                     | 2                      | 7                      | 34                     | 26                     | +8                     | 35                     | 4 / 11（自降甲組）     | 半準決賽               | 半準決賽               | 不适用                 | 亞軍                   | 不适用                 | 不适用                 | 高美斯                 | 15球                   |

| 港甲（第二級別） | 港甲（第二級別） | 港甲（第二級別） | 港甲（第二級別） | 港甲（第二級別） | 港甲（第二級別） | 港甲（第二級別） | 港甲（第二級別） | 港甲（第二級別） | 港甲（第二級別）   | 港甲（第二級別） | 港甲（第二級別） | 港甲（第二級別） | 港甲（第二級別） |
| 賽季             | 聯賽             | 聯賽             | 聯賽             | 聯賽             | 聯賽             | 聯賽             | 聯賽             | 聯賽             | 排位               | 香港足總盃初級組 | 最佳射手         | 最佳射手         |                  |
| 賽季             | 賽               | 勝               | 平               | 負               | 入球             | 失球             | 球差             | 積分             | 排位               | 香港足總盃初級組 | 球員             | 入球             |                  |
| ---------------- | ---------------- | ---------------- | ---------------- | ---------------- | ---------------- | ---------------- | ---------------- | ---------------- | ------------------ | ---------------- | ---------------- | ---------------- | ---------------- |
| 2017–18年        | 30               | 10               | 8                | 12               | 51               | 48               | +3               | 38               | 11 / 16            | 第三圈           | 梁創業           | 11球             |                  |
| 2018–19年        | 26               | 8                | 8                | 10               | 40               | 51               | −11              | 32               | 8 / 14             | 第三圈           | 川畑悠吾         | 17球             |                  |
| 2019–20年        | 13               | 7                | 3                | 3                | 30               | 19               | +11              | 24               | 4 / 14（賽季腰斬） | 賽季腰斬         | 叶佳             | 10球             |                  |

## 曾效力著名球員

### 本地
| - 翟廷峯 - 陳偉忠 - 陳家麒 - 陳柏衡 - 陳志康 - 陳文輝 - 陳肇麒 - 陳肇鈞 - 鄭少偉 - 鄭禮騫 - 蔣世豪 - 張志勇 - 張健峰 - 鍾皓賢 - 招重文 - 何國泉 - 郭文迪 - 郭建邦 - 黎耀昌 - 賴文飛 - 李健和 - 李韋狄 - 李志豪 - 李威廉 - 李康廉 - 陸嘉榮 - 陸冠邦 - 劉念溢 - 劉卓軒 - 羅偉志 - 羅曉聰 - 羅港威 - 羅錦榮 - 羅振邦 - 林曉峰 - 杜瀚滔 - 郭裕洪 | - 林學曦 - 梁志榮 - 梁子駿 - 梁智駒 - 梁承傑 - 梁興傑 - 梁振邦 - 梁冠聰 - 梁諾恆 - 文彼得 - 吳偉超 - 潘文迪 - 潘耀焯 - 岑國培 - 蘇耀文 - 謝敏榮 - 歐陽耀沖 - 司徒文俊 - 譚偉國 - 曾兆榮 - 曾文輝 - 黃鎮宇 - 黃展鴻 - 丘建威 - 楊正光 - 葉鴻輝 - 雅迪 - 菲臘 - 伊達 - 高尼路 - 基保 - 陸志豪 - 白鶴 - 巢鵬飛 | - 鄧景煌 - 馮繼志 - 蕭國基 - 尹皓研 - 李海强 - 梁子成 - 劉松偉 - 宋連勇 - 魏釗 - 徐德帥 - 任煒雄 - 張春暉 - 張健忠 - 車潤秋 - 何佳 - 吳群立 - 卓卓 - 友友 - 鄭兆聰 - 洛斯堡 - 岩士唐 - 譚拔士 - 巴貝利 - 積施利 - 廖家樂 - 羅素 - 金寶 - 尹迪辛達 - 法圖斯 - 摩西斯 - 科夫 - 謝志強 - 謝家強 - 地下浩多 - 歐陽應慈 - 陳錫祥 - 陳志佳 | - 陳志偉 - 陳懷偉 - 陳發枝 - 陳國雄 - 陳家駒 - 陳炳安 - 陳世九 - 陳朝基 - 陳樹明 - 陳志賢 - 陳偉超 - 陳世芳 - 陳國樂 - 鄭潤如 - 鍾俊洪 - 莊培義 - 周志成 - 張志德 - 張東成 - 張金海 - 鍾俊洪 - 池一坡 - 蔡育瑜 - 朱永強 - 朱雨大 - 馮志明 - 霍永基 - 馮紀棠 - 何應芬 - 何祥友 - 何承榮 - 何新華 - 何玉麟 - 郭有 - 高保強 - 顧錦輝 | - 賴汝樞 - 賴羅球 - 劉儀 - 劉錫棋 - 李少培 - 李福榮 - 李偉良 - 李育德 - 梁金發 - 梁兆華 - 梁能仁 - 黎永昌 - 盧紹昌 - 駱德輝 - 麥勁勳 - 羅灶石 - 羅桂生 - 羅家貴 - 吳偉文 - 彭志光 - 彭錦全 - 司徒森 - 施建熙 - 施鴻章 - 譚耀華 - 盛偉聯 - 曾英全 - 曾廷輝 - 鄧柱盛 - 鄧祖盛 - 徐海泓 - 尹志強 - 王福榮 - 黃耀信 | - 黃國榮 - 胡國雄 - 胡漢良 - 甄力健 - 葉尚華 - 余國森 - 袁權韜 - 袁權益 - 李菲臘 - 李亞倫 - 梅樹芬 - 安達臣 - 碧加斯 - 巴山達 - 托魯夫 - 鄧米高 - 山度士 - 森寶 - 麥哥利 - 曹桂成 - 馮景祥 - 何容興 - 郭錦洪 - 黎兆榮 - 李惠堂 - 李天生 - 莫振華 - 包家平 - 鮑景賢 - 譚江柏 - 曾鏡洪 - 黃志強 - 黃紀良 - 黃文偉 - 葉北華 - 姚卓然 |

### 外援
| - 盧斯曼奴 - 法蘭西 - 亨打 - 基亞 - 賴恩·格菲斯 - 希文 - 卡臣 - 阿維拉 - 柏連奴域 - 巴域斯 - 麥比連 - 漢尼迪 - 伊雲 - 寶馬 - 卓真洛奇 - 鄧尼 - 尤積比卡 - 巴古沙 - 卡古特 - 尼高歷 - 卡斯迪路 - 拖連奴 - 尼圖 - 山度路 - 阿拉烏蘇 - 列卡度 - 馬些路 - T史高斯 - 迪天奴 | - 柏天尼 - 華迪 - 沙域臣 - 蘇沙 - 祖爾 - 巴路士 - 蒙迪路 - E祖利亞 - S祖利亞 - 雷文 - 麥士維 - 艾維斯 - 里奧 - 基奧雲尼 - 摩路 - 沙恩 - 魯卡斯 - 費蘭度 - 安達 - 狄卡奧 - 奧拿里奧 - 仙奴 - 比高 - 基頓 - 利馬 - 迪亞高 - 尤拿西奧 - 卡路士 - 卡卡 | - 卡里祖 - 迪馬達 - 曼拿士 - 張惠康 - 徐榮生 - 周煒 - 陳旭 - 程謀義 - 楊洋 - 萬立煜 - 劉峰 - 潘吉東 - 李偉軍 - 唐金凱 - 張恩華 - 杜蘋 - 宮磊 - 韋伯 - 艾華 - 戴倫 - 黎路臣 - 拿臣 - 摩拉 - 菲力斯保耶 - 拉南 - 基夫笠臣 - 鮑維 - 柏連 - 連尼 | - 葛拿士 - 希福特 - 韋靴斯 - 畢特 - 摩根 - 麥達莫 - 依士達 - 尼福 - 李安納 - 楊確 - 韋狄 - 李斯特 - 戴卓爾 - 丹尼奧 - 彼得 - 馬些路 - 杜武 - 卓斯 - 哥夫 - 史唐 - 雲蘇斯 - 威拿 - 韋爾 - 沙貝加 - 夏文高 - 佩迪里 - 中村祐人 - 加藤友介 | - 中島法蘭 - 巴利 - 朴利天 - 金文哲 - 余智勳 - 高敬竣 - 金永健 - 仇志強 - 王春華 - 葉志強 - 趙祥華 - 李源昌 - 李亞九 - 陳國良 - 黃金福 - 溫政 - 洛奴域 - 勞域捷 - 亞寶 - 麥格夫 - 麥禮 - 艾朗西 - 謝利 - 沙維亞 - 古希路 - 馬高 - A哥斯達 - C奧利韋拉 - 盧諾 | - 米勒 - 麥艾雲尼 - 韋利莊士東 - 基寧 - 麥哥 - 賀班 - 基斯迪 - 柏蘭尼 - 李布倫 - 泰斯 - 祖雲奴域 - 基士文 - 保贊 - 麥高派路域 - 高美斯 - 黃文財 - 甄馬田 - 華域臣 - 格烈治 - 阿米達 - 基斯 - 周子軒 - 施頓 - 奧尼拉斯 - 拉迪斯拉夫 - 加連奴域 - 柏斯堅 |

## 聯盟球會
- 國際體育會
- 熱刺[4]
- 灣仔
- 橫濱水手
- 昆卡
- 國民體育會
- 賓菲加
- 超級體育聯盟（英语：SuperSport United F.C.）
- 聖荷西地震

## 外部連結
- 南華足球隊2014-2017的Facebook專頁
- 南華足球隊 - 2021/22的Facebook專頁
- 南華SNG130打氣團的Facebook專頁
- 南華足球隊官方網站（页面存档备份，存于）
- 香港足球總會網頁球會資料